# Hermann Bontjer
Hermann Bontjer (* 30. April 1939 in Moordorf, Landkreis Aurich; † 15. Juli 2014) war ein deutscher Politiker (SPD).

## Leben
Bontjer absolvierte zunächst eine Ausbildung in einer Rechtsanwalts- und Notariatspraxis und in der niedersächsischen Finanzverwaltung. Nach sieben Jahren Tätigkeit im öffentlichen Dienst wechselte er in die Privatwirtschaft. Von 1967 bis 1994 war er beim Volkswagenwerk Emden beschäftigt.
Bontjer war seit 1964 Mitglied der SPD, seit 1967 Mitglied der IG Metall und seit 1992 Mitglied der Arbeiterwohlfahrt.
Von 1970 bis zur Eingemeindung nach Südbrookmerland 1972 war Hermann Bontjer stellvertretender Bürgermeister von Moorhusen. Von 1972 bis zu seinem Tode war er Mitglied des Gemeinderates von Südbrookmerland, von 1989 bis 1996 Bürgermeister. Ebenfalls bis zu seinem Tode gehörte er dem Kreistag des Landkreises Aurich und dem Regionalrat Ostfriesland an; zeitweise war er stellvertretender Landrat des Landkreises Aurich.
Von 1990 bis 2003 (12., 13. und 14. Wahlperiode) war Hermann Bontjer Mitglied des Niedersächsischen Landtages, wo er sich vor allem in den Ausschüssen für Ernährung, Landwirtschaft und Forsten, für Städtebau und Wohnungswesen sowie für Haushalt und Finanzen betätigte. 2003 verlor er den Landtagswahlkreis Aurich an Wolfgang Ontijd (CDU).
Darüber hinaus war er stellvertretender Vorsitzender des Bezirks Weser-Ems der Arbeiterwohlfahrt und Mitglied des Aufsichtsrats der Niedersächsischen Landgesellschaft mbH.
Er war verheiratet und hatte drei Kinder.

## Auszeichnungen
- 2007: Bundesverdienstkreuz am Bande

## Widmungen
Das Hermann Bontjer Haus ist ein nach ihm benanntes Altersheim in Aurich.